# みささぎ台
みささぎ台（みささぎだい）は奈良県北葛城郡広陵町にある大字。世帯数は463世帯、人口は1,360人（2009年3月末日現在）

## 地理
広陵町の南部に位置している。北方には安部、馬見南、南方から東方にかけて大塚、南方に大和高田市大谷、西方に香芝市別所が接している。北部には中和幹線が東西に通っている。

## 施設
公共
- みささぎ台公園
- 黒石公園